# Cesare Lovati
Cesare Lovati (25. prosinec 1894, Buenos Aires Argentina – 22. červenec 1961, Varese Itálie) byl italský fotbalový útočník a trenér.
Byl to záložník s velkou fyzickou zdatností. Celou svou kariéru strávil v Miláně. V dresu Rossoneri' odehrál celkem 114 zápasů.
Za reprezentaci odehrál 6 utkání. Byl na OH 1920.
Po fotbalové kariéře se stal trenérem. Velkým úspěchem bylo vítězství ve 3. lize v sezoně 1933/34.

## Hráčské úspěchy

### Reprezentační
- 1x na OH (1920)